# Liste d'élections en 1998
Chronologie des élections
- 1994
- 1995
- 1996
- 1997
- 1998
- 1999
- 2000
- 2001
- 2002

Cette liste recense les élections organisées durant l'année 1998. Elle inclut les élections législatives et présidentielles nationales dans les États souverains, ainsi que les référendums.

## Par mois

### Janvier
| Date      | Pays     | Élections      | Contexte | Résultats |
| --------- | -------- | -------------- | -------- | --------- |
| 4 janvier | Lituanie | Présidentielle | 2d tour. |           |

### Février
| Date                 | Pays   | Élections    | Contexte | Résultats |
| -------------------- | ------ | ------------ | -------- | --------- |
| 1er et 8 février     | Monaco | Législatives |          |           |
| 16, 22 et 28 février | Inde   | Législatives |          |           |

### Mars
| Date          | Pays            | Élections      | Contexte | Résultats |
| ------------- | --------------- | -------------- | -------- | --------- |
| 1er mars      | Basse-Saxe      | Législatives   |          |           |
| 6 mars        | Vanuatu         | Législatives   |          |           |
| 11 mars       | Danemark        | Législatives   |          |           |
| 15 mars       | France          | Régionales     |          |           |
| 15 et 22 mars | France          | Cantonales     |          |           |
| 16 et 30 mars | Arménie         | Présidentielle |          |           |
| 24 mars       | Nouvelle-Écosse | Législatives   |          |           |
| 26 mars       | Tuvalu          | Législatives   |          |           |

### Avril
| Date     | Pays        | Élections      | Contexte | Résultats |
| -------- | ----------- | -------------- | -------- | --------- |
| 19 avril | Autriche    | Présidentielle |          |           |
| 26 avril | Saxe-Anhalt | Législatives   |          |           |
| 30 avril | Îles Féroé  | Législatives   |          |           |

### Mai
| Date         | Pays           | Élections      | Contexte | Résultats |
| ------------ | -------------- | -------------- | -------- | --------- |
| 10 et 24 mai | Hongrie        | Législatives   |          |           |
| 24 mai       | Sénégal        | Législatives   |          |           |
| 31 mai       | Vallée d'Aoste | Régionales     |          |           |
| 31 mai       | Colombie       | Présidentielle | 1er tour |           |

### Juin
| Date    | Pays                            | Élections      | Contexte | Résultats |
| ------- | ------------------------------- | -------------- | -------- | --------- |
| 15 juin | Saint-Vincent-et-les-Grenadines | Législatives   |          |           |
| 21 juin | Colombie                        | Présidentielle | 2d tour. |           |
| 25 juin | Irlande du Nord                 | Législatives   |          |           |

### Juillet
| Date       | Pays          | Élections    | Contexte | Résultats |
| ---------- | ------------- | ------------ | -------- | --------- |
| 26 juillet | Cambodge      | Législatives |          |           |
| 26 juillet | Corée du Nord | Législatives |          |           |

### Septembre
| Date         | Pays                               | Élections    | Contexte | Résultats |
| ------------ | ---------------------------------- | ------------ | -------- | --------- |
| 5 septembre  | Malte                              | Législatives |          |           |
| 13 septembre | Bavière                            | Législatives |          |           |
| 20 septembre | Suède                              | Législatives |          |           |
| 27 septembre | Allemagne                          | Législatives |          |           |
| 27 septembre | Mecklembourg-Poméranie-Occidentale | Législatives |          |           |

### Octobre
| Date      | Pays      | Élections    | Contexte | Résultats |
| --------- | --------- | ------------ | -------- | --------- |
| 3 octobre | Australie | Législatives |          |           |

### Novembre
| Date        | Pays       | Élections                                       | Contexte | Résultats |
| ----------- | ---------- | ----------------------------------------------- | -------- | --------- |
| 3 novembre  | États-Unis | Chambre des représentants, Sénat et gouverneurs |          |           |
| 30 novembre | Québec     | Législatives                                    |          |           |

### Décembre
| Date       | Pays      | Élections      | Contexte | Résultats |
| ---------- | --------- | -------------- | -------- | --------- |
| 6 décembre | Gabon     | Présidentielle |          |           |
| 6 décembre | Venezuela | Présidentielle |          |           |